# Vorderhornbach
Vorderhornbach est une commune autrichienne du district de Reutte dans le Tyrol.